# طاهرآباد (بوانات)
طاهرآباد (بوانات)، روستایی از توابع بخش مزایجان شهرستان بوانات در استان فارس ایران است.

## جمعیت
این روستا در دهستان سروستان قرار دارد و براساس سرشماری مرکز آمار ایران در سال ۱۳۸۵، جمعیت آن زیر سه خانوار بوده‌است.